# Apamea calidipes
Apamea calidipes är en fjärilsart som beskrevs av Achille Guenée 1852. Apamea calidipes ingår i släktet Apamea och familjen nattflyn. Inga underarter finns listade i Catalogue of Life.